# Danilo Dolci
Danilo Dolci, né à (Sežana, aujourd'hui en Slovénie mais à l'époque rattachée à l'Italie le 28 juin 1924 et mort à Trappeto le 30 décembre 1997, est un militant non violent, sociologue, écrivain, éducateur et poète italien.

## Biographie
Après avoir fait ses études à Milan, durant les années du fascisme, Danilo Dolci développe une profonde aversion pour la dictature. Arrêté à Gênes en 1943 par les Nazis, il réussit à fuir. En 1952 il déménage en Sicile occidentale (Trappeto, Partinico) où il engage une lutte non violente contre la mafia et le sous-développement, en faveur des droits et du travail. Il y subit plusieurs persécutions et procès. Danilo Dolci est considéré comme l'une des plus importantes figures de la non-violence dans le monde.

### La lutte non-violente à Trappeto et Partinico
« Si l'œil ne s'exerce pas, il ne voit pas
Si la peau ne touche pas, elle ne sait pas
Si l'homme n'imagine pas, il s'éteint. »

— Danilo Dolci, Le citron lunaire
Dans ses actions militantes, Danilo Dolci a toujours employé avec consistance les outils de la non-violence. Adolescent lors de la Seconde Guerre mondiale, il déchire alors les posters fascistes, avant de refuser d'être enrôlé dans l'armée de la République de Salò fondée par Mussolini en 1943.
En 1950, il décide d'abandonner ses études d'architecture et d'ingénierie en Suisse et de prendre part à l'expérience chrétienne Nomadelfia (it), une communauté religieuse et laïque animée par le prêtre Zeno Saltini (it), dans la région d'Émilie-Romagne, qui abritait 3 000 orphelins. Il décide de mettre en place lui-même une communauté similaire, Ceffarello. Dans le contexte de la guerre froide, il rencontre beaucoup d'opposition de la part des autorités politiques, ainsi que du Vatican, qui le qualifie de « prêtre fou ». Les autorités ferment Nomadelfia et Ceffarello, transférant les orphelins dans des structures étatiques.

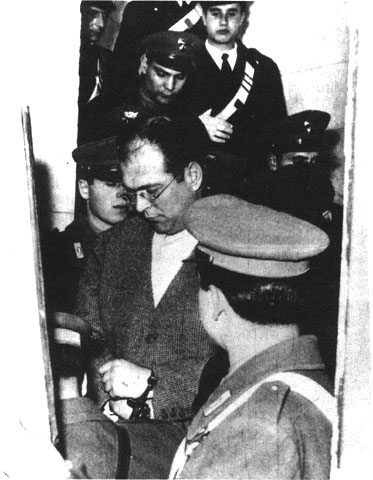
Arrestation de Dolci en février 1956.

Le 14 octobre 1952, Dolci décide d'aller à Trappeto, un village de Sicile à 30 kilomètres de Palerme, qu'il considère comme « l'endroit le plus pauvre qu'il ait jamais connu ». Avec Vincenzina Mangano, la veuve d'un pêcheur et syndicaliste, mère de cinq enfants qu'il adopta, il y construit un orphelinat, avant d'y entamer la première de ses nombreuses grèves de la faim, sur le lit d'un enfant mort de malnutrition. Dolci devint alors connu comme le « Gandhi de Sicile ».
Sa grève prend fin lorsque les autorités s'engagent publiquement à réaliser quelques projets urgents, comme la construction d'un réseau d'égouts. Cette action lui permet d'entrer en contact avec le philosophe pérugin Aldo Capitini. En novembre 1955, il fait une grève de la faim pour pousser à la construction d'un barrage, visant à irriguer la vallée.
En janvier 1956, plus de mille personnes entament une grève de la faim collective pour protester contre la pêche frauduleuse qui prive les pêcheurs de leur moyen de subsistance.
Le 2 février 1956 il organise une « grève inversée », fondée sur le principe du travail bénévole, à Partinico. Des centaines de chômeurs s'organisent pour réparer une route de campagne abandonnée. La police met un terme à la manifestation, la qualifiant d'« obstruction ». Dolci et quelques-uns de ses collaborateurs sont arrêtés. Cet événement suscite l'indignation à travers le pays et provoque de nombreuses questions au parlement. De nombreuses personnes apportent leur soutien à Dolci, dont les écrivains Ignazio Silone, Alberto Moravia, et Carlo Levi. Par la suite, défendu par Piero Calamandrei, Dolci est acquitté des charges d'outrage à la police lors d'un procès largement couvert dans la presse, tout en étant condamné à 50 jours de prison (peine déjà servie) et à une amende de 20 000 lires pour occupation d'un terrain appartenant à l'État . Libéré, il recommence sa campagne visant à la construction du barrage et du développement économique de cette région misérable.

### Le Centre d'études et d'initiatives pour le plein emploi et la construction du barrage
Au cours des années, le soutien pour Dolci s'est consolidé tant au niveau national qu'international. En 1958 il reçoit le Prix Lénine pour la paix et fonde grâce aux fonds obtenus le Centre d'études et d'initiatives pour le plein emploi, à Partinico. Situé dans le village où il vivait, en Sicile, ce centre autogéré devient un lieu d'entraînement à la non-violence pour des générations de militants.
La méthode de travail de Dolci est une caractéristique importante de son action sociale et éducative. Plutôt que d'énoncer des vérités préconçues, il considère que personne ne peut vraiment changer sans être impliqué et sans participer directement à l'action. Sa vision du progrès valorise la culture et les compétences locales, la contribution de chaque communauté et de chaque personne. Pour y parvenir, Dolci intégra la méthode socratique à ses propres méthodes. Son objectif est de permettre aux personnes généralement exclues des cercles du pouvoir de se prendre en charge et de participer au processus décisionnel.
Au cours de réunions animées par Dolci, chacun s'interroge, apprend à se confronter avec les autres, à écouter et à décider. C'est lors d'une de ces réunions avec des agriculteurs et des pêcheurs de la Sicile occidentale que nait l'idée de construire la digue sur le fleuve Jato. La réalisation de ce projet permet un meilleur développement économique de la région et enlève une arme importante à la mafia, celle-ci utilisant son contrôle sur les modestes ressources d'irrigation disponibles pour dominer les citoyens. L'irrigation des terres a permis le développement de nombreuses entreprises et coopératives dans cette zone de la Sicile occidentale, offrant ainsi une grande occasion de changements économiques, sociaux et civils.

### La dénonciation de la corruption et de la mafia
Dix ans plus tard, il lutte pour aider les victimes du tremblement de terre dans la vallée du Belice, en Sicile. Les fonds gouvernementaux alloués aux victimes sont détournés par des politiciens corrompus, le nom de « Belice » devenant synonyme, en italien, de corruption.
Pendant ce temps, son activité d'étude et de dénonciation du phénomène mafieux et de ses rapports avec le système politique va en s'intensifiant, allant jusqu'aux accusations – sérieuses et circonstancielles – contre des représentants des premiers niveaux de la classe politique sicilienne et nationale, incluant Bernardo Mattarella, alors ministre.
Il se rend à Rome pour témoigner devant la Commission parlementaire antimafia des mœurs politiques locaux. En 1967, il accuse d'importants responsables de collusion avec la mafia, suscitant des réactions violentes de la part de trois hauts responsables de la Démocratie chrétienne, dont le ministre Mattarella. Il est alors condamné à de la prison pour diffamation, mais, après avoir continué à s'exprimer sur les ondes d'une radio privée, sa peine n'est pas mise à exécution, afin d'éviter l'indignation publique.

### Les réactions publiques
La figure et l'œuvre de Dolci polarisent l'opinion publique. D'un côté, se multiplient les témoignages d'admiration et de solidarité, tant en Italie qu'à l'extérieur (incluant des personnalités telles que Norberto Bobbio, Carlo Levi, Aldous Huxley, Jean Piaget, Bertrand Russell et Erich Fromm). De l'autre côté, les adversaires de Dolci le considèrent comme un danger subversif, tandis que certains locaux s'opposent à la construction du barrage, qui mène à l'inondation de vallées et à la destruction d'oliviers. Dans les années 1960, le cardinal Ernesto Ruffini accuse Dolci, ainsi que la mafia et Giuseppe Tomasi di Lampedusa, l'auteur du Guépard, d'être « les causes principales qui ont contribué à déshonorer la Sicile. »

### Le travail éducatif à partir des années 1970
À partir des années 70, l'engagement éducatif occupe une place centrale dans le travail de Dolci. Il approfondit son étude, toujours en parallèle avec l'expérimentation, de la structure de la méthode socratique, c'est-à-dire d'une manière coopérative de débattre, d'étudier et de rechercher en commun la vérité. Grâce aux contributions d'experts internationaux, il démarre l'expérience du centre éducatif de Mirto, fréquenté par des centaines d'enfants. Au cours des années suivantes, Dolci parcourra l'Italie pour animer des laboratoires socratiques dans les écoles, les associations et les centres culturels.
Son travail de recherche, conduit avec de nombreux collaborateurs italiens et internationaux, s'approfondit dans les années 1980 et 1990. Observant la distinction entre transmettre et communiquer, ainsi qu'entre pouvoir et domination, Dolci dénonce le risque de régression démocratique que fait courir à la société le contrôle social qui s'exerce à travers la diffusion tentaculaire des médias de masse.

## Publications

### Ouvrages originaux en italien
- Fare presto (e bene) perché si muore, De Silva, 1954; (Faire vite (et bien) car on se meurt)
- Banditi a Partinico, Laterza, 1955; (Bandits à Partinico)
- Processo all’articolo 4, Einaudi, 1956; (Procès à l'article 4)
- Inchiesta a Palermo, Einaudi, 1957; (Enquête à Palerme)
- Una politica per la piena occupazione, Einaudi, 1958; (Une politique du plein emploi)
- Spreco, Einaudi, 1960; (Gaspillage)
- Milano, Corea: inchiesta sugli immigrati, Feltrinelli, 1960; (Milan, Corée : Enquête sur les immigrés)
- Conversazioni, Einaudi, 1962; (Conversations)
- Racconti siciliani, Einaudi, 1963; (Contes siciliens)
- Verso un mondo nuovo, Einaudi, 1965; (Vers un monde nouveau)
- Chi gioca solo, Einaudi, 1966; (Celui qui joue seul)
- Poema umano, Einaudi, 1974; (Poème humain)
- Esperienze e riflessioni, Laterza, 1974; (Expériences et réflexions)
- Creatura di creature, Feltrinelli, 1979; (Créature de créatures)
- Dal trasmettere al comunicare, Sonda, 1988; (De la transmission à la communication)
- La struttura maieutica e l'evolverci, La Nouvelle Italie, 1996; (La structure socratique et notre développement)
- Nessi fra esperienza etica e politica, Lacaita, 1993; (Rapport entre l'expérience éthique et la politique)
- Comunicare, legge della vita, La Nouvelle Italie, 1997; (Communiquer, loi de la vie)
- Una rivoluzione nonviolenta, Terredimezzo, 2007. (Une révolution non violente)

### Traductions en français
- Enquête à Palerme, Paris, Julliard, coll. Les temps modernes, 1957, 336 p. (Titre original : Inchiesta a Palermo)
- Gaspillage, Paris, Éditions Maspero, 1963 (Titre original : Spreco)

### En français
- Aldo Capitini, Danilo Dolci et la révolution ouverte, Paris, Ed. Desclée de Brouwer, 1957, 135 p.
- James McNeish (en), Le combat de Danilo Dolci, Paris, Stock, 1965, 280 p.
- Jean Steinmann, Pour ou contre Danilo Dolci, Paris, Le Cerf, coll. Tout le monde en parle, 1959, 111 p.

### En italien
- Giuseppe Fontanelli, Dolci, La Nuova Italia, 1984
- Adriana Chemello, La parola maieutica, Vallecchi, 1988 (Sur l'œuvre poétique de Dolci)
- Antonino Mangano, Danilo Dolci educatore, Edizioni cultura della pace, 1992
- Giuseppe Barone (it), La forza della nonviolenza. Bibliografia e profilo critico di Danilo Dolci, Libreria Dante & Descartes, 2004, 2. ed.
- Lucio C. Giummo et Carlo Marchese, Danilo Dolci e la via della nonviolenza, Pietro Lacaita Editore, 2005.
- Alberto Castiglione, Danilo Dolci, memoria e utopia, 2004, (Documentaire)
- Alberto Castiglione, Verso un mondo nuovo, 2006, (Documentaire)
- Tino Caspanello (en), 1952, a Danilo Dolci, 2012, Cia Teatro Pubblico Incanto, (Théâtre)